# Associazione Sportiva Livorno Calcio 2016-2017
Questa voce raccoglie le informazioni riguardanti il Livorno Calcio nelle competizioni ufficiali della stagione 2016-2017.

## Stagione
La stagione 2016-2017 degli amaranto inizia con il ritiro ad Acqui Terme seguito dal nuovo mister Claudio Foscarini. La prima amichevole estiva della squadra amaranto ha luogo allo stadio Jona Ottolenghi di Acqui Terme, il 17 Luglio contro il Canelli, squadra militante nel campionato di Promozione; la partita finisce 7-0 in favore degli amaranto. La seconda amichevole del Livorno si tiene il 21 Luglio contro una rappresentativa astigiana, sempre allo stadio Jona Ottolenghi di Acqui Terme; la partita finisce 8-1 per il Livorno. La prima gara ufficiale ha luogo allo stadio Armando Picchi, valida per il primo turno ad eliminazione diretta contro la Juve Stabia: la partita finisce 3-1 in favore delle vespe che, quindi, eliminano gli amaranto da questa competizione. La squadra di Foscarini si ritroverà dunque a giocare la Coppa Italia di Serie C.
Il 3 agosto il Livorno effettua il suo terzo test estivo contro la Massese, squadra militante in Serie D, le due formazioni si incontrano allo Stadio degli Oliveti, di Massa. La partita si sblocca al 78º grazie a un rigore trasformato dall'ex amaranto Tommaso Biasci che chiude la gara portando alla vittoria la squadra di casa. Il 10 Agosto il Livorno gioca in trasferta contro il Ponsacco, la squadra mostra grinta e voglia di vincere, infatti espugna lo stadio Comunale per 3-0 con reti di Morelli, Vantaggiato e Murilo. Invece il 14 Agosto alle 17 a Gavorrano si tiene un'altra amichevole per gli amaranto contro la squadra di casa; la partita è molto sterile e si sblocca solo al 67º grazie ad un gol di Brega per il Gavoranno. La penultima amichevole della squadra amaranto è un derby tutto cittadino contro la Pro Livorno Sorgenti, allo stadio Magnozzi, il Livorno vince 3-0 con reti di Murilo, Dell'Agnello e Gonnelli. Per il Livorno l'ultima amichevole è contro l'ex squadra di Foscarini: la Pro Vercelli. Il match resta a reti inviolate per tutto il primo tempo, ma nel secondo tempo la squadra militante nel campionato cadetto sblocca il risultato e vince 3-0 grazie alla rete di La Mantia e alla doppietta di Morra. Durante quest'amichevole il capitano della squadra ospite viene espulso e l'arbitro, visto anche il contesto amichevole della gara, lo squalifica per 3 giornate di Lega Pro.
Buona la prima per il Livorno che in casa, di fronte a 4546 spettatori, batte per 1 a 0 il Racing Roma grazie ad un gol di Cellini su rimpallo del portiere Savelloni che aveva neutralizzato un tiro di Vantaggiato al 43º del primo tempo. La prima partita ufficiale fuori casa di questa stagione si gioca al Moccagatta di Alessandria: partita buona per i padroni di casa che controllano il gioco e vincono 3-1, il gol amaranto viene da un rigore trasformato da Vantaggiato, ma per il resto il gol di Pablo González e la doppietta di Iocolano non lasciano scampo al Livorno. Dopo il pareggio per 1-1 in casa contro l'Arezzo, si inizia a parlare di un possibile esonero dell'allenatore Foscarini; questo perché per buona parte del secondo tempo il Livorno era in superiorità numerica di 11 contro 9 e non è riuscito a vincere. Il Livorno conclude un buon girone d'andata al terzo posto, con tre sconfitte totali e tre punti di distanza dalla seconda classificata, la Cremonese. L'ultima partita del 2016 per la squadra si gioca in casa, contro la capolista, l'Alessandria. Dopo un quarto d'ora la squadra ospite è in vantaggio ma alla fine il Livorno riesce a rimontare vincendo 2-1; è la prima sconfitta in campionato dell'Alessandria. Inizia bene il 2017 per il Livorno, che in casa della Carrarese vince 2-0 con una rete spettacolare di Maritato e un rigore trasformato da Cellini.
Il campionato si chiude con la vittoria per 0-2 in trasferta contro la Pistoiese, dove segna il suo primo gol in amaranto Calil. Il Livorno dunque si classifica terzo ed affronta i playoff dove nel primo turno gioca contro il Renate; la gara è secca e finisce 2-1 per gli amaranto all'Armando Picchi. Negli ottavi di finale il Livorno gioca contro la Virtus Francavilla, formazione della città di Francavilla Fontana; sia la partita di andata, sia quella del ritorno a Livorno terminano senza reti e dunque passa la squadra amaranto per classifica avulsa. Successivamente nei quarti di finale, a seguito del sorteggio, il Livorno sfida la Reggiana: all'andata al picchi vincono gli ospiti 2-1, al ritorno che si gioca al Mapei Stadium, il Livorno gioca un bel primo tempo, portandosi avanti con due reti respettivamente di Franco e Borghese, ma nel secondo tempo la squadra di casa riesce a capitalizzare un rigore con Cesarini e nel primo tempo supplementare affonda le speranze amaranto con Guidone. Finisce così dunque la stagione degli amaranto.

## Divise e sponsor
Lo sponsor tecnico è Legea. La prima maglia amaranto ha la sua più grande novità nello sponsor che sarà Gruppo Spinelli. Nella sua fattura la maglia ha alcune particolarità come due piccoli bottoni al centro del colletto. Il completo prevede: maglia amaranto con maniche gialle, calzoncini bianchi con bordo amaranto-giallo, calzettoni bianchi con bordo amaranto.
| Casa | Trasferta | Terza Divisa |

## Organigramma societario
ORGANI DI AMMINISTRAZIONE E CONTROLLO
Consiglio di Amministrazione
- Presidente: Aldo Spinelli
- Amministratore Delegato: Roberto Spinelli
- Consigliere: Mauro Malatesta
- Organismo di vigilanza: Enrico Molisani

AREE E MANAGEMENT
Area tecnica
- Direttore sportivo: Franco Ceravolo
- Club Manager: Igor Protti
- Delegato sicurezza: Maurizio Spazzoni
- Assistente alla prima squadra: Paolo Nassi

Area organizzativa
- Direttore generale: Paolo Armenia
- Segretario generale: Alessandro Bini
- Responsabile area comunicazione: Paolo Nacarlo
- Amministrazione: Diego Guidi, Rita Pasquini
- Segreteria organizzativa: Cristina Martorella
- Segreteria generale: Silvia Scaramelli
- Biglietteria e slo: Massimiliano Casali

Staff
- Allenatore: Claudio Foscarini
- Allenatore in seconda: Alessandro Turone
- Collaboratore tecnico: Daniel Native
- Preparatore dei portieri: Pietro Spinosa
- Preparatori atletici: Iuri Bartoli
- Medico sociale: Manlio Porcellini,
- Massofisioterapista: Gianni Scappini, Daniele Cambi
- Magazziniere: Pasquale Russo, Massimiliano Lucignano

## Rosa[9]
| N. |                      | Ruolo | Calciatore             |
| -- | -------------------- | ----- | ---------------------- |
| 1  | Italia (bandiera)    | P     | Thomas Romboli         |
| 2  | Italia (bandiera)    | D     | Dario Toninelli        |
| 4  | Italia (bandiera)    | D     | Maikol Benassi         |
| 5  | Svizzera (bandiera)  | D     | Martino Borghese       |
| 6  | Italia (bandiera)    | D     | Andrea Gasbarro        |
| 7  | Danimarca (bandiera) | C     | Martin Bergvold        |
| 7  | Italia (bandiera)    | C     | Francesco Valiani      |
| 8  | Italia (bandiera)    | C     | Andrea Luci (capitano) |
| 9  | Italia (bandiera)    | A     | Marco Cellini          |
| 10 | Italia (bandiera)    | A     | Daniele Vantaggiato    |
| 11 | Italia (bandiera)    | D     | Alessandro Lambrughi   |
| 12 | Italia (bandiera)    | P     | Wladimiro Falcone      |
| 14 | Italia (bandiera)    | C     | Alessandro Marchi      |
| 15 | Italia (bandiera)    | C     | Filippo Gemmi          |
| 16 | Italia (bandiera)    | D     | Iacopo Galli           |
| 16 | Italia (bandiera)    | D     | Fabrizio Grillo        |
| 17 | Italia (bandiera)    | C     | Housem Ferchichi       |

| N. |                     | Ruolo | Calciatore            |
| -- | ------------------- | ----- | --------------------- |
| 18 | Italia (bandiera)   | A     | Piergiuseppe Maritato |
| 19 | Italia (bandiera)   | D     | Gabriele Morelli      |
| 20 | Italia (bandiera)   | A     | Simone Dell'Agnello   |
| 21 | Italia (bandiera)   | D     | Lorenzo Gonnelli      |
| 22 | Italia (bandiera)   | P     | Alessandro Vono       |
| 23 | Italia (bandiera)   | C     | Dario Venitucci       |
| 24 | Italia (bandiera)   | C     | Manuel Giandonato     |
| 26 | Svizzera (bandiera) | D     | Jonathan Rossini      |
| 27 | Brasile (bandiera)  | A     | Caetano Calil         |
| 27 | Slovenia (bandiera) | C     | Enej Jelenič          |
| 29 | Brasile (bandiera)  | A     | Murilo                |
| 30 | Italia (bandiera)   | P     | Luca Mazzoni          |
| 38 | Italia (bandiera)   | D     | Michele Franco        |
|    | Italia (bandiera)   | A     | Lorenzo Di Curzio     |
|    | Italia (bandiera)   | A     | Andrea Favilli        |
|    | Brasile (bandiera)  | D     | Maicon                |
|    | Italia (bandiera)   | D     | Roberto Pirrello      |

## Calciomercato
La società amaranto effettua importanti manovre di mercato, rivoluzionando quasi del tutto la rosa. Arrivano a titolo definitivo Alessandro Vono dall'Akragas, Fabrizio Grillo dal Pescara, Dario Toninelli dal Bassano Virtus, Dario Venitucci dal Santarcangelo, Marco Cellini, reduce da una buona annata alla S.P.A.L., Manuel Giandonato dal Padova, Lorenzo di Curzio dall'Avezzano e Alessandro Marchi dal Pavia. Arrivano invece a titolo temporaneo il portiere Wladimiro Falcone dalla Sampdoria, il difensore Jonathan Rossini dal Sassuolo e il giovane difensore Roberto Pirrello e il centrocampista Housem Ferchichi, entrambi prelevati dal settore giovanile del Palermo; infine rientrano dai rispettivi prestiti: Simone dell'Agnello dal Savona e Andrea Favilli dalla primavera della Juventus.
Dalla lista degli svincolati il Livorno preleva l'attaccante brasiliano Murilo Mendes, che sceglie la maglia numero 29, e il centrocampista Martin Bergvold, per lui un ritorno in Toscana, dove aveva giocato negli anni 2007-2010. Per quanto riguarda le cessioni ben 16 giocatori rientrano dai rispettivi prestiti, da chi aveva trovato spazio in campo nella stagione precedente, come Andrea Schiavone, a chi non era riuscito a ritagliarsi uno spazio nella formazione titolare dell'annata 2015-2016, come Paolo Regoli o Andrés Schetino. La squadra amaranto decide di mandare in prestito i giovani Samuele Buselli e Andrea Cragno in Serie D, rispettivamente con lo Sporting Recco e con la Fezzanese, e l'attaccante Alberto Testa alla primavera della Sampdoria. La cessione più remunerativa è quella di Federico Ceccherini, che si trasferisce per 1,5 milioni di Euro al Crotone, dove ritrova mister Davide Nicola. Martedì 16 Agosto la Virtus Entella ufficializza tramite il proprio sito ufficiale l'acquisto delle prestazioni sportive a titolo temporaneo con diritto di riscatto del centrocampista Marco Moscati. Anche Marco Biagianti lascia la società amaranto per ritornare al Catania a parametro zero. Il 1º Luglio 2016 scade ufficialmente il contratto del difensore Emerson che si aggrega al Padova; quest'ultimo era in amaranto da ben 4 stagioni. Nell'ultima giornata di mercato il Livorno ufficializza l'arrivo a titolo definitivo del portiere livornese Luca Mazzoni, in arrivo dalla Ternana a parametro zero, la cessione a titolo temporaneo alla Vibonese del giovane attaccante Lorenzo Di Curzio e il rientro del difensore Roberto Pirrello con la primavera del Palermo; la squadra di Zamparini cederà poi il giovane difensore in prestito al Siracusa. Inoltre la squadra amaranto decide di cedere in prestito il giovane Andrea Favilli, che militerà nel campionato cadetto con l'Ascoli per una stagione.
Per sostituire il giovane ex Juventus gli amaranto si rivolgono alla lista degli svincolati e ingaggiano Piergiuseppe Maritato; l'attaccante classe 89 l'anno scorso era in forza alla Lucchese dove ha segnato 1 gol in 11 presenze. La sessione invernale di mercato per gli amaranto si apre con l'acquisto a titolo definitivo di Michele Franco, calciatore classe 1985 prelevato dalla Salernitana; quest'anno non aveva ancora giocato nel campionato cadetto. Il 13 Gennaio la società decide di cedere in prestito alla Sambenedettese il terzino Fabrizio Grillo, che quest'anno non era riuscito a ritagliarsi un suo spazio nella squadra; sempre nell'ambito nelle cessioni, il 17 Gennaio il centrocampista danese Martin Bergvold rescinde il proprio contratto dopo soli 6 mesi, per tornare in patria. Per sopperire alla partenza di quest'ultimo centrocampista, la squadra preleva dal campionato cadetto Francesco Valiani, finora in forza al Bari, che sceglie la maglia numero 7. Durante l'ultimo giorno di mercato il Livorno effettua molte operazioni: cede a titolo definitivo lo sloveno Enej Jelenič al Carpi, risolve il contratto di prestito che legava il portiere Wladimiro Falcone alla squadra ed effettua tre acquisti, anche per sopperire agli infortuni di Cellini, Gonnelli e Rossini; i nuovi acquisti sono Iacopo Galli, Maikol Benassi e Caetano Prósperi Calil. Il caso Maicon si risolve poco dopo la fine del calciomercato di riparazione: il brasiliano, messo fuori rosa al rientro dal prestito dallo Sport, viene ceduto nuovamente in prestito, sempre in Brasile, ma stavolta al Boavista nella Serie D brasiliana.

### Sessione estiva(dall'1/7/2016 al 31/8/2016)
| Acquisti         | Acquisti            | Acquisti       | Acquisti      |
| R.               | Nome                | da             | Modalità      |
| ---------------- | ------------------- | -------------- | ------------- |
| P                | Wladimiro Falcone   | Sampdoria      | prestito      |
| P                | Luca Mazzoni        | Ternana        | svincolato    |
| P                | Alessandro Vono     | Akragas        | definitivo    |
| D                | Fabrizio Grillo     | Pescara        | svincolato    |
| D                | Roberto Pirrello    | Palermo        | prestito      |
| D                | Jonathan Rossini    | Sassuolo       | prestito      |
| D                | Dario Toninelli     | Bassano Virtus | svincolato    |
| C                | Houssem Ferchichi   | Palermo        | prestito      |
| C                | Dario Venitucci     | Santarcangelo  | definitivo    |
| C                | Alessandro Marchi   | Pavia          | definitivo    |
| C                | Manuel Giandonato   | Padova         | definitivo    |
| A                | Marco Cellini       | SPAL           | definitivo    |
| A                | Lorenzo di Curzio   | Avezzano       | svincolato    |
| Altre operazioni |                     |                |               |
| R.               | Nome                | da             | Modalità      |
| D                | Maicon              | Sport Recife   | fine prestito |
| C                | Martin Bergvold     | -              | svincolato    |
| A                | Murilo Mendes       | -              | svincolato    |
| A                | Simone dell'Agnello | Savona         | fine prestito |
| A                | Andrea Favilli      | Juventus       | fine prestito |

| Cessioni         | Cessioni            | Cessioni       | Cessioni                         |
| R.               | Nome                | a              | Modalità                         |
| ---------------- | ------------------- | -------------- | -------------------------------- |
| D                | Emerson             | Padova         | svincolato                       |
| D                | Federico Ceccherini | Crotone        | definitivo (1,5 milioni di Euro) |
| D                | Samuele Buselli     | Sporting Recco | prestito                         |
| C                | Marco Biagianti     | Catania        | svincolato                       |
| C                | Marco Moscati       | Virtus Entella | prestito con diritto di riscatto |
| A                | Andrea Cragno       | Fezzanese      | prestito                         |
| A                | Andrea Favilli      | Ascoli         | prestito                         |
| A                | Lorenzo di Curzio   | Vibonese       | prestito                         |
| Altre operazioni |                     |                |                                  |
| R.               | Nome                | da             | Modalità                         |
| P                | Carlo Pinsoglio     | Juventus       | fine prestito                    |
| D                | Luca Antonini       | Ascoli         | fine prestito                    |
| D                | Roberto Pirrello    | Palermo        | fine prestito                    |
| D                | Jherson Vergara     | Milan          | fine prestito                    |
| C                | Mattia Aramu        | Torino         | fine prestito                    |
| C                | Riccardo Cazzola    | Atalanta       | fine prestito                    |
| C                | Andrea Palazzi      | Inter          | fine prestito                    |
| C                | Jami Rafati         | Genoa          | fine prestito                    |
| C                | Paolo Regoli        | Latina         | fine prestito                    |
| C                | Andrés Schetino     | Fiorentina     | fine prestito                    |
| C                | Andrea Schiavone    | Juventus       | fine prestito                    |
| C                | Armando Vajushi     | Chievo         | fine prestito                    |
| C                | Mattia Valoti       | Verona         | fine prestito                    |
| A                | Jaime Báez          | Fiorentina     | fine prestito                    |
| A                | Christian Bunino    | Juventus       | fine prestito                    |
| A                | Gianmario Comi      | Milan          | fine prestito                    |
| A                | Francesco Fedato    | Sampdoria      | fine prestito                    |
| A                | Alberto Testa       | Sampdoria      | prestito                         |

### Operazioni tra le due sessioni
| Acquisti | Acquisti              | Acquisti | Acquisti   |
| R.       | Nome                  | da       | Modalità   |
| -------- | --------------------- | -------- | ---------- |
| A        | Piergiuseppe Maritato | -        | svincolato |

| Cessioni | Cessioni | Cessioni | Cessioni |
| R.       | Nome     | a        | Modalità |
| -------- | -------- | -------- | -------- |

### Sessione invernale(dal 3 al 31 gennaio)
| Acquisti | Acquisti               | Acquisti    | Acquisti   |
| R.       | Nome                   | da          | Modalità   |
| -------- | ---------------------- | ----------- | ---------- |
| D        | Maikol Benassi         | Parma       | definitivo |
| D        | Michele Franco         | Salernitana | definitivo |
| D        | Iacopo Galli           | Spezia      | prestito   |
| C        | Francesco Valiani      | Bari        | definitivo |
| A        | Caetano Prósperi Calil | Catania     | prestito   |

| Cessioni         | Cessioni          | Cessioni       | Cessioni                         |
| R.               | Nome              | a              | Modalità                         |
| ---------------- | ----------------- | -------------- | -------------------------------- |
| D                | Fabrizio Grillo   | Sambenedettese | prestito con diritto di riscatto |
| C                | Martin Bergvold   | -              | svincolato                       |
| C                | Enej Jelenič      | Carpi          | definitivo                       |
| Altre operazioni |                   |                |                                  |
| R.               | Nome              | da             | Modalità                         |
| P                | Wladimiro Falcone | Sampdoria      | fine prestito                    |

### Trasferimenti dopo la sessione invernale
| Acquisti | Acquisti | Acquisti | Acquisti |
| R.       | Nome     | da       | Modalità |
| -------- | -------- | -------- | -------- |

| Cessioni | Cessioni | Cessioni | Cessioni                         |
| R.       | Nome     | a        | Modalità                         |
| -------- | -------- | -------- | -------------------------------- |
| D        | Maicon   | Boavista | prestito con diritto di riscatto |

## Risultati

### Lega Pro

#### Girone di andata
| Arbitro: | Amabile (Vicenza) |

|             |           |  |
| Cellini 43’ | Marcatori |  |

| Arbitro: | Strippoli (Bari) |

|                                |           |                        |
| González 51’ Iocolano 62’, 71’ | Marcatori | 66’ (rig.) Vantaggiato |

| Arbitro: | Guccini (Albano Laziale) |

|              |           |  |
| Maritato 75’ | Marcatori |  |

| Arbitro: | Schirru (Nichelino) |

|  |           |               |
|  | Marcatori | 80’ Venitucci |

| Arbitro: | Mancini (Fermo) |

|               |           |                |
| Venitucci 15’ | Marcatori | 84’ Mingazzini |

| Arbitro: | Meleleo (Casarano) |

|            |           |  |
| Miceli 88’ | Marcatori |  |

| Arbitro: | Valiante (Salerno) |

|                               |           |                |
| Okyere 28’ Pinardi 66’ (rig.) | Marcatori | 4’, 46’ Murilo |

| Arbitro: | Prontera (Bologna) |

|                     |           |  |
| Maritato 82’ (rig.) | Marcatori |  |

| Arbitro: | Fourneau (Roma) |

|               |           |  |
| Gentile 90+5’ | Marcatori |  |

| Arbitro: | Pillitteri (Palermo) |

|                  |           |           |
| Dell'Agnello 58’ | Marcatori | 64’ Yamga |

| Arbitro: | Amoroso (Paola) |

|            |           |            |
| Neglia 51’ | Marcatori | 23’ Murilo |

| Arbitro: | Curti (Milano) |

|                                                                     |           |            |
| Jelenic 9’ Cellini 22’ (rig.) Lambrughi 25’ Jelenic 60’ Morelli 60’ | Marcatori | 35’ Danese |

| Arbitro: | Guida (Salerno) |

|               |           |                         |
| Palomeque 94’ | Marcatori | 62’, 68’ (rig.) Cellini |

| Arbitro: | Paolini (Ascoli Piceno) |

|                                      |           |               |
| A. Marchi 15’ Cellini 21’ Murilo 60’ | Marcatori | 50’ Bazzoffia |

| Arbitro: | Panarese (Lecce) |

|              |           |               |
| Maritato 77’ | Marcatori | 37’ Gemignani |

| Arbitro: | Giua (Pisa) |

|  |           |              |
|  | Marcatori | 38’ Maritato |

| Arbitro: | Zufferli (Udine) |

|                          |           |                     |
| Maritato 54’ Cellini 72’ | Marcatori | 39’, 49’ S. Franchi |

| Arbitro: | Balice (Termoli) |

|                                |           |                                      |
| Scarsella 16’ A. Brighenti 46’ | Marcatori | 4’ Lambrughi 66’ Gasbarro 72’ Murilo |

| Arbitro: | Guccini (Albano Laziale) |

|                                              |           |  |
| Rossini 15’ Venitucci 42’ Cellini 60’ (rig.) | Marcatori |  |

#### Girone di ritorno
| Arbitro: | D'Ascanio (Ancona) |

|            |           |                           |
| Loglio 27’ | Marcatori | 65’ Lambrughi 68’ Cellini |

| Arbitro: | Amoroso (Paola) |

|                  |           |            |
| Cellini 27’, 48’ | Marcatori | 15’ Marras |

| Arbitro: | Ranaldi (Tivoli) |

|  |           |                                 |
|  | Marcatori | 29’ Maritato 76’ (rig.) Cellini |

| Arbitro: | Piscopo (Imperia) |

|             |           |                            |
| Jelenic 86’ | Marcatori | 18’ Di Quinzio 42’ Pessina |

| Lucca 5 febbraio 2017, ore 14:30 24ª giornata | Lucchese          | 0 – 0 referto | Livorno | Stadio Porta Elisa (2872 spett.)\| Arbitro: \| Amabile (Vicenza) \| |
| Arbitro:                                      | Amabile (Vicenza) |               |         |                                                                     |

| Arbitro: | Mastrodonato (Molfetta) |

|                                     |           |               |
| Galli 18’ Valiani 46’ A. Marchi 75’ | Marcatori | 90+6’ Capello |

| Arbitro: | Dionisi (L'Aquila) |

|  |           |             |
|  | Marcatori | 22’ Pinardi |

| Meda 26 febbraio 2017, ore 14:30 27ª giornata | Renate           | 0 – 0 referto | Livorno | Stadio Città di Meda (400 spett.)\| Arbitro: \| Strippoli (Bari) \| |
| Arbitro:                                      | Strippoli (Bari) |               |         |                                                                     |

| Arbitro: | Balice (Termoli) |

|  |           |                           |
|  | Marcatori | 16’ Castiglia 37’ Ciurria |

| Arbitro: | Valiante (Salerno) |

|                 |           |  |
| Moscardelli 46’ | Marcatori |  |

| Arbitro: | Meleleo (Casarano) |

|            |           |  |
| Murilo 85’ | Marcatori |  |

| Arbitro: | Chindemi (Viterbo) |

|            |           |                                 |
| Tavano 48’ | Marcatori | 34’ Gasbarro 41’ Galli 59’ Luci |

| Arbitro: | Boggi (Salerno) |

|               |           |            |
| Venitucci 57’ | Marcatori | 80’ Fofana |

| Arbitro: | Mei (Pesaro) |

|  |           |                             |
|  | Marcatori | 6’ Vantaggiato 47’ Maritato |

| Pontedera 8 aprile , ore 18:30 34ª giornata | Pontedera                 | 0 – 0 referto | Livorno | Stadio Ettore Mannucci (1187 spett.)\| Arbitro: \| De Angeli (Abbiategrasso) \| |
| Arbitro:                                    | De Angeli (Abbiategrasso) |               |         |                                                                                 |

| Arbitro: | Curti (Milano) |

|                |           |             |
| Vantaggiato 4’ | Marcatori | 64’ Ferrari |

| Piacenza 22 aprile , ore 14:30 36ª giornata | Piacenza       | 0 – 0 referto | Livorno | Stadio Leonardo Garilli (1593 spett.)\| Arbitro: \| Miele (Torino) \| |
| Arbitro:                                    | Miele (Torino) |               |         |                                                                       |

| Arbitro: | Pillitteri (Palermo) |

|              |           |  |
| Maritato 54’ | Marcatori |  |

| Arbitro: | Vigile (Cosenza) |

|  |           |                   |
|  | Marcatori | 8’ Luci 72’ Calil |

#### Play-off
| Arbitro: | Zanonato (Padova) |

|                           |           |            |
| Maritato 13’ Borghese 36’ | Marcatori | 28’ Napoli |

| Francavilla Fontana 21 maggio 2017, ore 17:30 Ottavi di finale - Andata | Virtus Francavilla       | 0 – 0 referto | Livorno | Stadio Giovanni Paolo II (1374 spett.)\| Arbitro: \| Guccini (Albano Laziale) \| |
| Arbitro:                                                                | Guccini (Albano Laziale) |               |         |                                                                                  |

| Livorno 24 maggio 2017, ore 20:30 Ottavi di finale - Ritorno | Livorno                    | 0 – 0 referto | Virtus Francavilla | Stadio Armando Picchi (5374 spett.)\| Arbitro: \| Robilotta (Sala Consilina) \| |
| Arbitro:                                                     | Robilotta (Sala Consilina) |               |                    |                                                                                 |

| Arbitro: | Giua (Pisa) |

|              |           |                                 |
| Maritato 51’ | Marcatori | 14’ (rig.) Cesarini 26’ Guidone |

| Arbitro: | Pillitteri (Palermo) |

|                                 |           |                         |
| Cesarini 60’ (rig.) Guidone 96’ | Marcatori | 32’ Franco 42’ Borghese |

### Coppa Italia
| Arbitro: | Piscopo (Imperia) |

|                    |           |                               |
| Cellini 25’ (rig.) | Marcatori | 19’ Liotti 21’, 55’ Del Sante |

### Coppa Italia Lega Pro
| Arbitro: | Lorenzin (Castelfranco Veneto) |

|                                      |                      |                                             |
| Borghese Cellini Luci Jelenič Murilo | Tiri di rigore 3 – 4 | Del Nero } Miracoli Marabese Brondi Bastoni |

## Statistiche

### Statistiche di squadra
| Competizione             | Punti                | In casa | In casa | In casa | In casa | In casa | In casa | In trasferta | In trasferta | In trasferta | In trasferta | In trasferta | In trasferta | Totale | Totale | Totale | Totale | Totale | Totale |
| Competizione             | Punti                | G       | V       | N       | P       | Gf      | Gs      | G            | V            | N            | P            | Gf           | Gs           | G      | V      | N      | P      | Gf     | Gs     |
| ------------------------ | -------------------- | ------- | ------- | ------- | ------- | ------- | ------- | ------------ | ------------ | ------------ | ------------ | ------------ | ------------ | ------ | ------ | ------ | ------ | ------ | ------ |
| Lega Pro                 | 69                   | 19      | 10      | 7       | 3       | 30      | 17      | 19           | 9            | 6            | 4            | 20           | 14           | 38     | 19     | 12     | 7      | 52     | 31     |
| Coppa Italia             | primo turno          | 1       | 0       | 0       | 1       | 1       | 3       | 0            | 0            | 0            | 0            | 0            | 0            | 1      | 0      | 0      | 1      | 1      | 3      |
| Coppa Italia di Lega Pro | sedicesimi di finale | 1       | 0       | 1       | 0       | 0       | 0       | 0            | 0            | 0            | 0            | 0            | 0            | 1      | 0      | 1      | 0      | 0      | 0      |
| Totale                   | 69                   | 21      | 10      | 8       | 4       | 31      | 20      | 19           | 9            | 6            | 4            | 20           | 14           | 40     | 19     | 13     | 8      | 53     | 34     |

### Andamento in campionato
| Giornata  | 1 | 2 | 3 | 4 | 5 | 6 | 7 | 8 | 9 | 10 | 11 | 12 | 13 | 14 | 15 | 16 | 17 | 18 | 19 | 20 | 21 | 22 | 23 | 24 | 25 | 26 | 27 | 28 | 29 | 30 | 31 | 32 | 33 | 34 | 35 | 36 | 37 | 38 |
| --------- | - | - | - | - | - | - | - | - | - | -- | -- | -- | -- | -- | -- | -- | -- | -- | -- | -- | -- | -- | -- | -- | -- | -- | -- | -- | -- | -- | -- | -- | -- | -- | -- | -- | -- | -- |
| Luogo     | C | T | C | T | C | T | T | C | T | C  | T  | C  | T  | C  | C  | T  | C  | T  | C  | T  | C  | T  | C  | T  | C  | C  | T  | C  | T  | C  | T  | C  | T  | T  | C  | T  | C  | T  |
| Risultato | V | P | V | V | N | P | N | V | P | N  | N  | V  | V  | V  | N  | V  | N  | V  | V  | V  | V  | V  | P  | N  | V  | P  | N  | P  | P  | V  | V  | N  | V  | N  | N  | N  | V  | V  |
| Posizione | 3 | 6 | 5 | 3 | 5 | 5 | 7 | 6 | 7 | 8  | 9  | 6  | 4  | 3  | 3  | 4  | 4  | 4  | 3  | 3  | 3  | 3  | 3  | 4  | 2  | 3  | 4  | 3  | 4  | 3  | 3  | 4  | 4  | 4  | 4  | 4  | 3  | 3  |

Fonte:  Lega Pro Girone A – Classifiche, su lega-pro.com, Lega Pro (archiviato dall'url originale il 18 febbraio 2017).
Legenda:

Luogo: C = Casa; T = Trasferta. Risultato: V = Vittoria; N = Pareggio; P = Sconfitta.

### Statistiche dei giocatori
| Giocatore       | Lega Pro | Lega Pro | Lega Pro    | Lega Pro   | Coppa Italia | Coppa Italia | Coppa Italia | Coppa Italia | Totale   | Totale | Totale      | Totale     |
| Giocatore       | Presenze | Reti     | Ammonizioni | Espulsioni | Presenze     | Reti         | Ammonizioni  | Espulsioni   | Presenze | Reti   | Ammonizioni | Espulsioni |
| --------------- | -------- | -------- | ----------- | ---------- | ------------ | ------------ | ------------ | ------------ | -------- | ------ | ----------- | ---------- |
| M. Benassi      | 10       | 0        | 1           | 0          | 0            | 0            | 0            | 0            | 10       | 0      | 1           | 0          |
| M. Bergvold     | 4        | 0        | 0           | 0          | 0            | 0            | 0            | 0            | 4        | 0      | 0           | 0          |
| M. Borghese     | 28       | 0        | 7           | 3          | 0            | 0            | 0            | 0            | 28       | 0      | 7           | 3          |
| C. Calil        | 10       | 1        | 0           | 0          | 0            | 0            | 0            | 0            | 10       | 1      | 0           | 0          |
| M. Cellini      | 19       | 11       | 1           | 0          | 1            | 1            | 0            | 0            | 20       | 12     | 1           | 0          |
| S. Dell'Agnello | 11       | 1        | 1           | 1          | 0            | 0            | 0            | 0            | 11       | 1      | 1           | 1          |
| L. Di Curzio    | 0        | 0        | 0           | 0          | 1            | 0            | 0            | 0            | 1        | 0      | 0           | 0          |
| T. Diolaiti     | 0        | 0        | 0           | 0          | 0            | 0            | 0            | 0            | 0        | 0      | 0           | 0          |
| W. Falcone      | 1        | 0        | 0           | 0          | 1            | 0            | 0            | 0            | 2        | 0      | 0           | 0          |
| H. Ferchichi    | 19       | 0        | 2           | 0          | 1            | 0            | 0            | 0            | 20       | 0      | 2           | 0          |
| M. Franco       | 12       | 0        | 2           | 0          | 0            | 0            | 0            | 0            | 12       | 0      | 2           | 0          |
| I. Galli        | 13       | 2        | 0           | 0          | 0            | 0            | 0            | 0            | 13       | 2      | 0           | 0          |
| A. Gasbarro     | 26       | 2        | 1           | 0          | 0            | 0            | 0            | 0            | 26       | 2      | 1           | 0          |
| F. Gemmi        | 5        | 0        | 1           | 0          | 1            | 0            | 0            | 0            | 6        | 0      | 1           | 0          |
| M. Giandonato   | 15       | 0        | 4           | 0          | 0            | 0            | 0            | 0            | 15       | 0      | 4           | 0          |
| F. Grillo       | 2        | 0        | 0           | 0          | 1            | 0            | 0            | 0            | 3        | 0      | 0           | 0          |
| L. Gonnelli     | 18       | 0        | 5           | 0          | 1            | 0            | 0            | 0            | 19       | 0      | 5           | 0          |
| E. Jelenic      | 15       | 3        | 1           | 0          | 0            | 0            | 0            | 0            | 15       | 3      | 1           | 0          |
| A. Lambrughi    | 29       | 4        | 1           | 1          | 1            | 0            | 0            | 0            | 30       | 4      | 1           | 1          |
| A. Luci         | 33       | 2        | 4           | 1          | 0            | 0            | 0            | 0            | 33       | 2      | 4           | 1          |
| M. Macera       | 0        | 0        | 0           | 0          | 0            | 0            | 0            | 0            | 0        | 0      | 0           | 0          |
| A. Marchi       | 36       | 2        | 5           | 0          | 1            | 0            | 1            | 0            | 37       | 2      | 6           | 0          |
| P. Maritato     | 31       | 7        | 3           | 0          | 0            | 0            | 0            | 0            | 31       | 7      | 3           | 0          |
| L. Mazzoni      | 36       | 0        | 3           | 0          | 0            | 0            | 0            | 0            | 36       | 0      | 3           | 0          |
| G. Morelli      | 18       | 1        | 1           | 0          | 1            | 0            | 0            | 0            | 19       | 1      | 1           | 0          |
| M. Murilo       | 31       | 6        | 4           | 0          | 0            | 0            | 0            | 0            | 31       | 6      | 4           | 0          |
| R. Pirrello     | 0        | 0        | 0           | 0          | 1            | 0            | 0            | 0            | 1        | 0      | 0           | 0          |
| J. Rossini      | 16       | 1        | 1           | 0          | 0            | 0            | 0            | 0            | 16       | 1      | 1           | 0          |
| T. Romboli      | 0        | 0        | 0           | 0          | 0            | 0            | 0            | 0            | 0        | 0      | 0           | 0          |
| D. Toninelli    | 28       | 0        | 2           | 1          | 1            | 0            | 0            | 0            | 29       | 0      | 2           | 1          |
| F. Valiani      | 16       | 1        | 2           | 0          | 0            | 0            | 0            | 0            | 16       | 1      | 2           | 0          |
| D. Vantaggiato  | 13       | 3        | 0           | 0          | 1            | 0            | 0            | 0            | 14       | 3      | 0           | 0          |
| D. Venitucci    | 28       | 4        | 3           | 0          | 0            | 0            | 0            | 0            | 28       | 4      | 3           | 0          |
| A. Vono         | 1        | 0        | 0           | 0          | 0            | 0            | 0            | 0            | 1        | 0      | 0           | 0          |